# NGC 5560
NGC 5560 est une galaxie spirale barrée située dans la constellation de la Vierge. Sa vitesse par rapport au fond diffus cosmologique est de 1 976 ± 18 km/s, ce qui correspond à une distance de Hubble de 29,2 ± 2,1 Mpc (∼95,2 millions d'al). NGC 5560 a été découverte par l'astronome germano-britannique William Herschel en 1786.

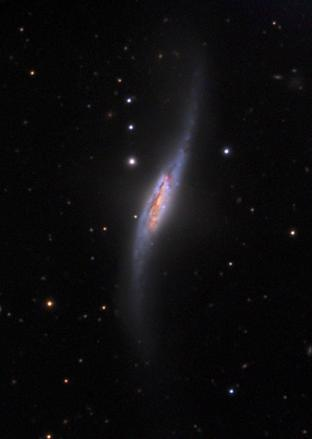
NGC 5560 par Adam Block (Observatoire du mont Lemmon/Université de l'Arizona).

La classe de luminosité de NGC 5560 est II et elle présente une large raie HI.
À ce jour, neuf mesures non basées sur le décalage vers le rouge (redshift) donnent une distance de 17,333 ± 3,138 Mpc (∼56,5 millions d'al), ce qui est nettement à l'extérieur des valeurs de la distance de Hubble. Puisque cette galaxie est relativement rapprochée du Groupe local, cette distance est peut-être plus près de sa distance réelle que la distance de Hubble. Notons que c'est avec la valeur moyenne des mesures indépendantes, lorsqu'elles existent, que la base de données NASA/IPAC calcule le diamètre d'une galaxie et qu'en conséquence le diamètre de NGC 5560 pourrait être d'environ 33,9 kpc (∼111 000 al) si on utilisait la distance de Hubble pour le calculer.

## Arp 286

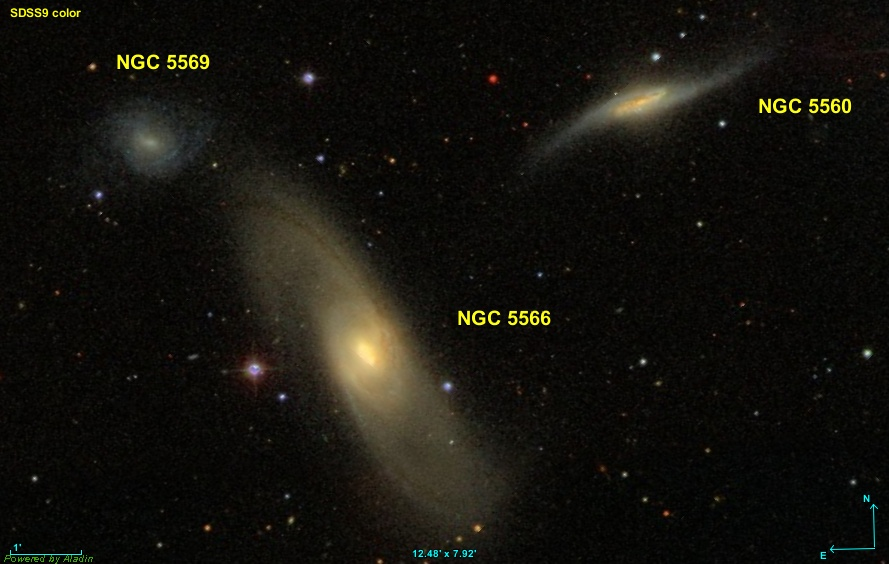
Les trois galaxies d'Arp 286.
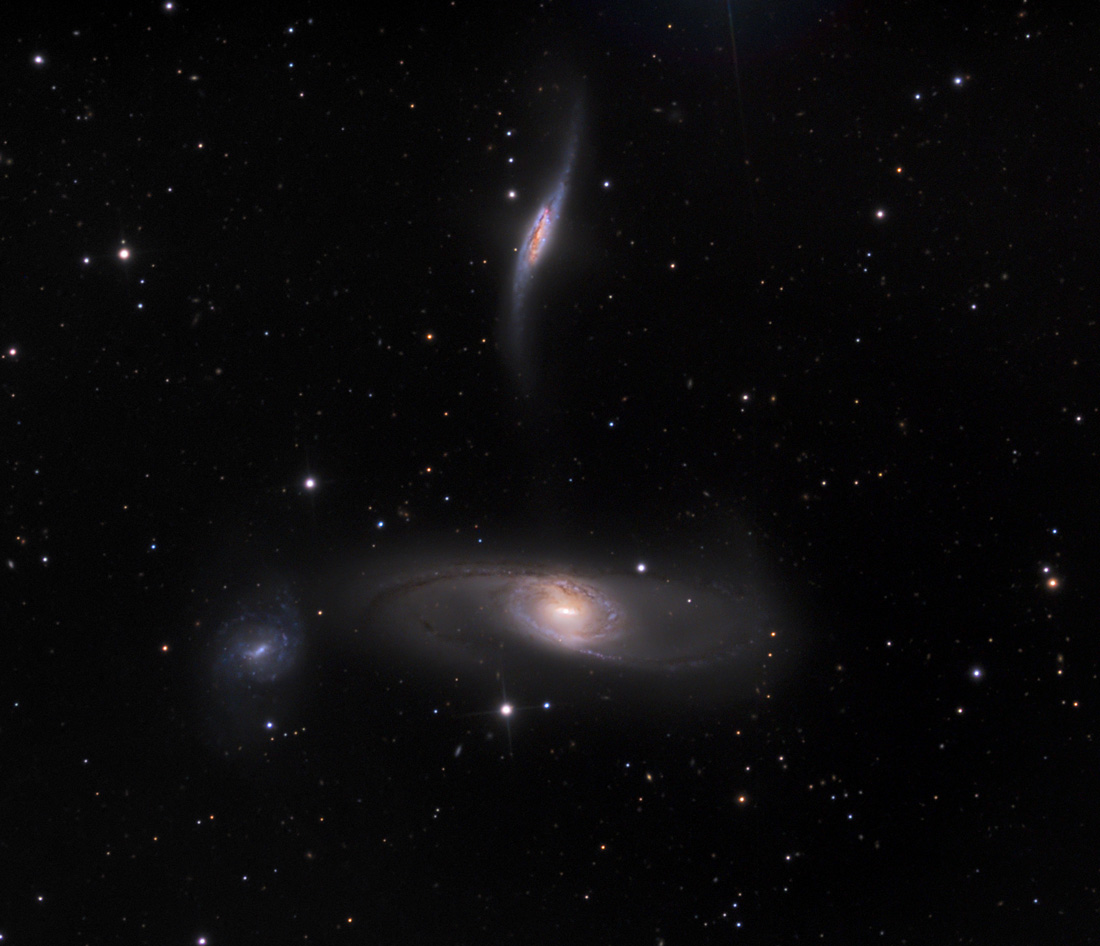
Les trois galaxies d'Arp 286 par Adam Block (Observatoire du mont Lemmon/Université de l'Arizona).
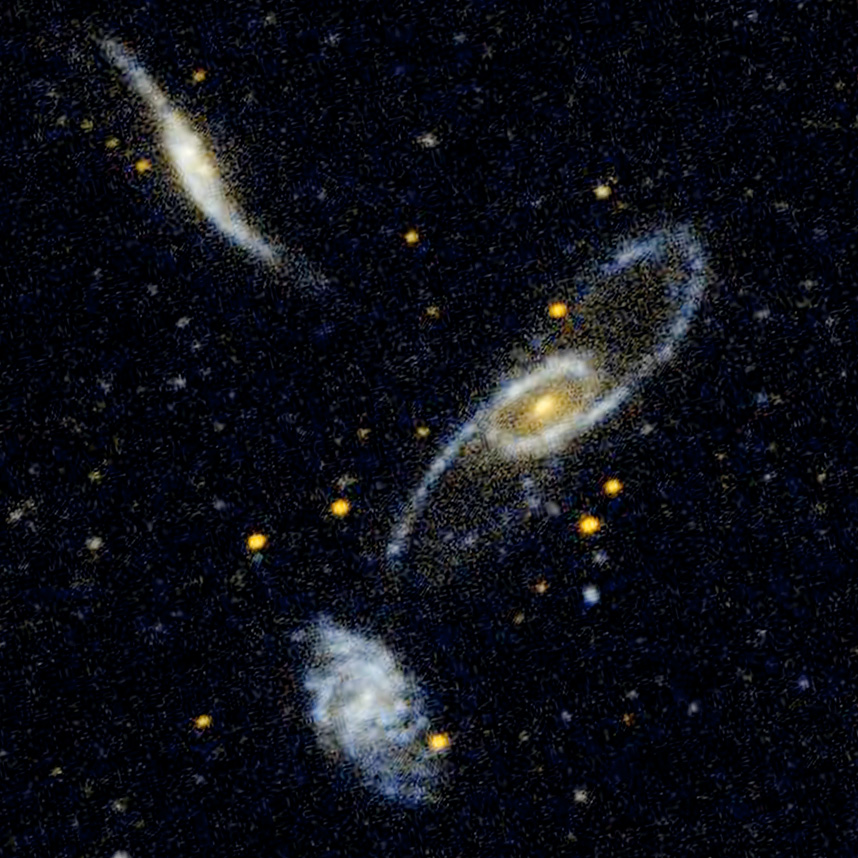
Les trois galaxies d'Arp 286 dans le domaine de l'ultraviolet par GALEX.

Trois galaxies du groupe de NGC 5566, soit NGC 5560, NGC 5566 et NGC 5569 figurent dans l'atlas des galaxies particulières de Halton Arp sous la cote Arp 286. Arp a divisé son catalogue avec des critères purement morphologique. Ces trois galaxies appartiennent à la classe de chute et attraction, chacune présentant des caractéristiques suggérant une interaction gravitationnelle entre les galaxies.

## Groupe de NGC 5566
Selon A. M. Garcia, NGC 5560 fait partie du groupe de NGC 5566 qui compte au moins six membres. Les cinq autres galaxies de la liste de Garcia sont NGC 5566, NGC 5569, NGC 5574, NGC 5576 et NGC 5577.
Sur le site « Un Atlas de l'Univers », Richard Powell mentionne aussi le groupe de NGC 5566, avec les mêmes six galaxies que celles de la liste de Garcia à laquelle il ajoute la galaxie UGC 9215. Ce groupe est également mentionné par Abraham Mahtessian, mais la galaxie NGC 5569 n'en fait étonnamment pas partie. Cependant, la galaxie UGC 9215 s'y trouve avec la désignation 1420+0157, une abréviation non conventionnelle et malheureuse pour CGCG 1420.90157.